# Îles Mokohinau
Les îles Mokohinau sont constituées qu'un petit groupe d'îles se trouvant à 100 km au nord-est d'Auckland (île du Nord - Nouvelle-Zélande, à 21 km au nord-est de l'île de la Grande Barrière et 52 km au bout de Bream Head (en), péninsule protégeant le port de Whangarei. Les îles principales se nomment Motukino, Hokoromea, Atihau et Pokohinu. La plupart d'entre elles sont gérées par le Ministère de la Conservation en tant que réserve naturelle ou aire protégée pour les oiseaux. Ellesne sont pas accessibles au public, sauf celle de Pokohinu qui est un Country park (en).
Les îles sont d'anciennes cheminées volcaniques au bord du de l'île du Nord. Elles sont exemptes de nuisibles pour les mammifères et se régénèrent de façon naturelle à l'instar des îles du golfe de Hauraki.
Les îles Mokohinau abritent un certain nombre des plus petites espèces en voie de disparition, telles que lOligosoma townsi, l'Oligosoma alani et le Geodorcus ithaginis (en), espèces endémiques ainsi que de nombreuses espèces végétales en voie de disparition. 
Historiquement, les îles étaient souvent visitées de façon saisonnière par les Maoris pour leur muttonbirding (en) , récoltant des poussins de pétrels pour se nourrir . Aujourd'hui, les principales attractions des rares touristes sont les eaux très claires où abondent les animaux sauvages. 

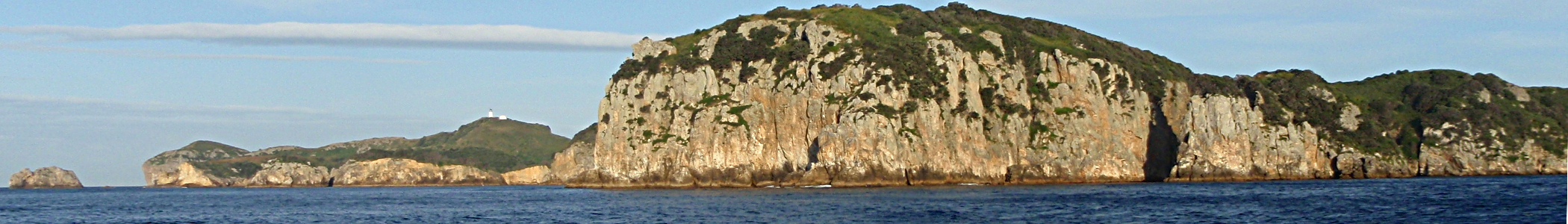
Îles Mokohinau

Pokohinu (ou Burgess Island) abrite également le phare des îles Mokohinau, l’une des lumières les plus éloignées du continent. Le phare a été construit en 1883 et a été l’un des derniers au pays à être entièrement automatisé en 1980.